# Zbigniew Kaja

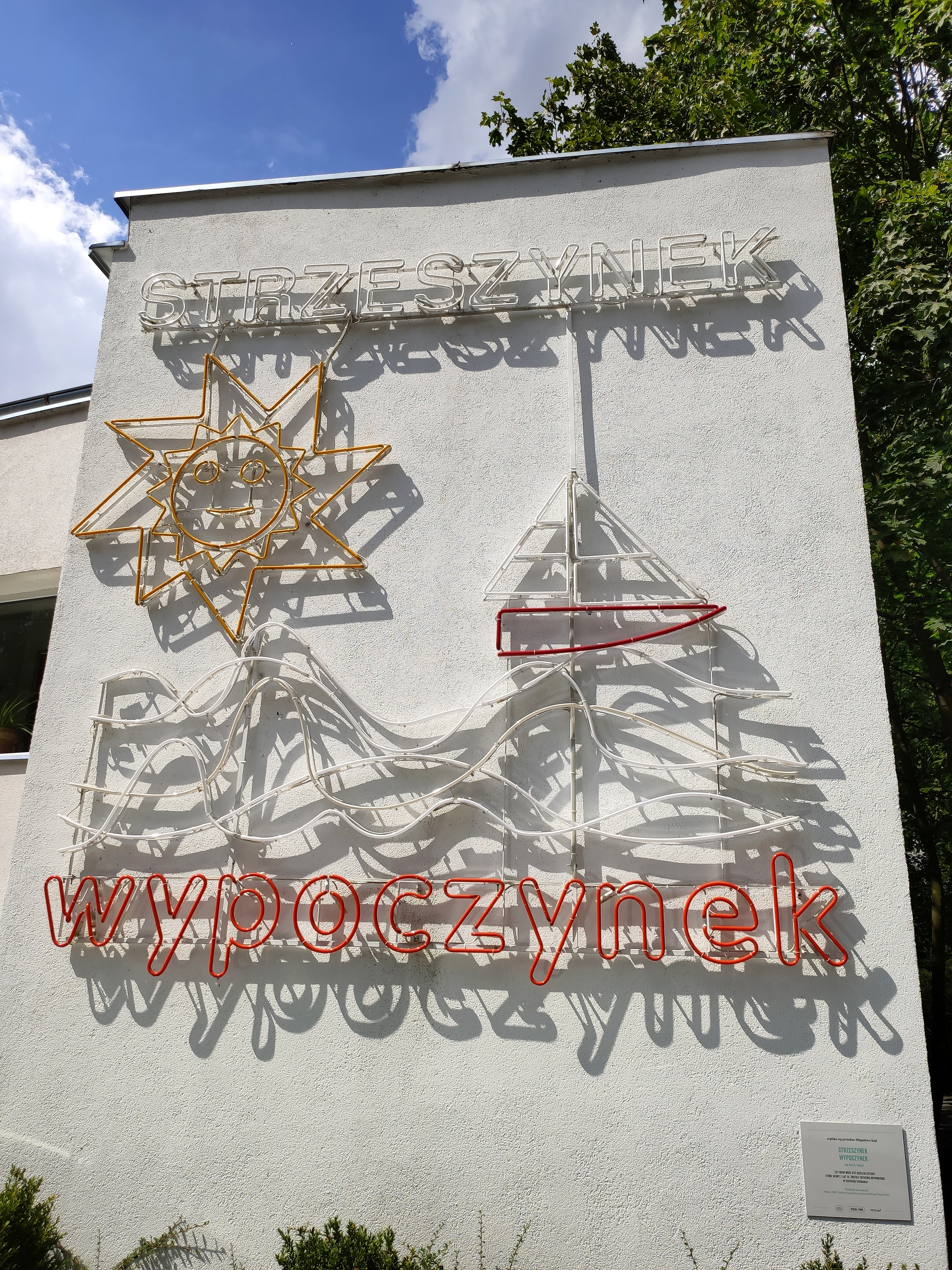
Neon Strzeszynek – Wypoczynek
wg projektu Kai z 1966, replika wykonana w 2019, Poznań Visual Park, ul. Koszalińska 15, Poznań

Zbigniew Leon Kaja (ur. 20 czerwca 1924 w Poznaniu, zm. 6 października 1983 tamże) – polski artysta grafik, scenograf, plakacista, jeden z twórców polskiej szkoły plakatu.

## Życiorys
Był synem Stanisława i Wacławy z Kühlów. Miał dwoje rodzeństwa: Stanisława i Urszulę. Podczas wojny pracował jako pomocnik malarza w firmie F. Volgego, a później w Zakładach im. H. Cegielskiego. W 1945 wstąpił w szeregi Milicji Obywatelskiej. Do 1947 odbywał służbę wojskową w Modlinie.
Następnie studiował w Państwowej Wyższej Szkole Sztuk Plastycznych w Poznaniu (1948–1951) na Wydziale Malarstwa i Grafiki oraz w Akademii Sztuk Pięknych w Warszawie (1976), gdzie uzyskał dyplom u doc. Stanisława Mroszczaka i Leszka Hołdanowicza. W latach 1962–1967 wykładał w poznańskiej PWSSP. Ukończył studium podyplomowe dla dziennikarzy (UAM, 1974–1975). Pełnił funkcję kierownika artystycznego WAG i KAW w Poznaniu (1962–1977).
Jego prace były eksponowane na wielu wystawach zbiorowych i 29. indywidualnych w kraju i za granicą.
W 1951 poślubił  Stefanię z d. Patalas – artystkę malarkę i ceramika. Miał z nią dwóch synów: Przemysława (ur. 1952) – fotografa, i Ryszarda – scenografa i malarza.
Został pochowany na cmentarzu górczyńskim.

## Twórczość
Uprawiał grafikę artystyczną i użytkową we wszystkich niemal dyscyplinach: rysunek, linoryt, drzeworyt, monotypia, ekslibris. Wizytówką jego twórczości jest jednak plakat o tematyce kulturalnej i politycznej. Jednym z najbardziej znanych był plakat Nigdy więcej (w wersji angielskiej pt. We Remember).
Charakterystyczną cechą jego twórczości jest graficzna lapidarność, kojarzenie różnych technik graficznych, specyficzne liternictwo, przejrzystość, ascetyczność i skrótowość.
Jego twórczość okazała się trudna do skatalogowania, gdyż w większości była rozproszona w zbiorach państwowych i prywatnych. Po jego śmierci rodzinie udało się skatalogować, m.in.
- 378 plakatów zrealizowanych w latach 1945-1982, wiele z nich nagrodzono
- ponad 300 grafik
- 86 obrazów
- Ponad 292 ekslibrisów w latach 1952-1982
- 242 projekty okładek i obwolut
- 215 programów i katalogów
- 49 zrealizowanych projektów scenograficznych teatralnych i telewizyjnych (1957-1976)
- Projekty medali, odznak, sztandarów, neonów, znaczków pocztowych, banknotów, sprzętu użytkowego, m.in.
  - Sztandar miasta Poznania
  - Odznaka Honorowa Miasta Poznania
  - Znak Międzynarodowych Targów Poznańskich
  - Neon hotelu „Merkury”

### Plakaty
- Błękitne miecze, 1951
- Wilhelm Pieck, 1952
- Załoga, 1952
- Jednodniowi milionerzy, 1954
- Żona piekarza, 1957
- Hamlet, 1957
- Cyrano de Bergerac, 1957

### Znaczki pocztowe
- XXX MTP 1961 Poznań (seria), 1961
- Międzynarodowa Wystawa Filatelistyczna Miast Targowych „Intermess II” – Poznań 1961 (blok), 1961

## Odznaczenia i nagrody
- Odznaka honorowa „Za Zasługi w Rozwoju Województwa Poznańskiego”, 1954[2]
- Medal 10-lecia Polski Ludowej, 1954[2][3]
- I Nagroda za plakat na Ogólnopolskiej Wystawie Plakatu, 1954
- Nagroda Młodych Miasta Poznania, 1954
- Nagroda Miasta Poznania, 1955
- III Nagroda na Ogólnopolskiej Wystawie Ilustracji, Plakatu i Drobnych Form w Warszawie, 1955
- Nagroda Miasta Poznania, 1956
- Wyróżnienie na Wystawie Plakatu, 1961
- Wyróżnienie na Wystawie Grafiki Artystycznej i Rysunku z cyklu „Polskie Dzieło Plastyczne w XV–lecie PRL”, 1961
- Nagroda Roku za „Najlepszy Plakat Warszawy”, 1962
- Złoty Medal na Ogólnopolskim Biennale w Katowicach, 1963
- Brązowy Medal na Ogólnopolskim Biennale w Katowicach, 1963[4]
- Odznaka 1000-lecia Państwa Polskiego, 1966[5]
- Wielkopolska Nagroda Wojewódzka za całokształt twórczości, 1972
- Odznaka Honorowa Miasta Poznania, 1972[2] (był także projektantem tej odznaki)[6]
- Medal 30-lecia Polski Ludowej, 1974[2][3]
- Krzyż Kawalerski Orderu Odrodzenia Polski, 1972[2][7]
- Krzyż Oficerski Orderu Odrodzenia Polski, 1979[2][3][8]